# Сент-Анграс
Сент-Ангра́с (фр. Sainte-Engrâce) — коммуна во Франции, находится в регионе Аквитания. Департамент — Атлантические Пиренеи. Входит в состав кантона Монтань-Баск. Округ коммуны — Олорон-Сент-Мари.
Код INSEE коммуны — 64475.

## География

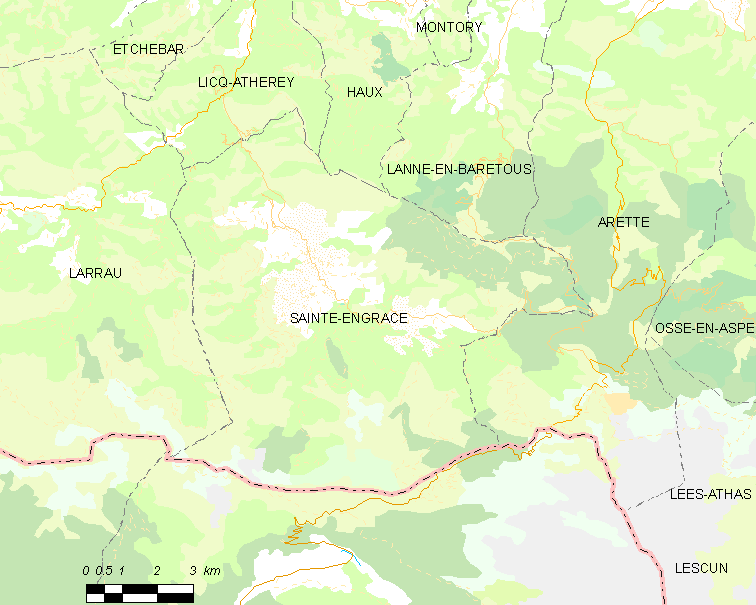
Карта коммуны

Коммуна расположена приблизительно в 700 км к югу от Парижа, в 210 км южнее Бордо, в 55 км к юго-западу от По.
По территории коммуны протекает река Юэча.

### Климат
Климат тёплый океанический. Зима мягкая, средняя температура января — от +5°С до +13°С, температуры ниже −10 °C бывают редко. Снег выпадает около 15 дней в году с ноября по апрель. Максимальная температура летом порядка 20-30 °C, выше 35 °C бывает очень редко. Количество осадков высокое, порядка 1100 мм в год. Характерна безветренная погода, сильные ветры очень редки.

## Население
Население коммуны на 2010 год составляло 206 человек.
| 1962 | 1968 | 1975 | 1982 | 1990 | 1999 | 2010 |
| ---- | ---- | ---- | ---- | ---- | ---- | ---- |
| 566  | 529  | 510  | 391  | 319  | 251  | 206  |

## Администрация
| Период | Период | Фамилия      | Партия | Примечания |
| ------ | ------ | ------------ | ------ | ---------- |
| 1995   | 2020   | Альбер Агьяр |        |            |

## Экономика
В 2010 году среди 130 человек трудоспособного возраста (15-64 лет) 100 были экономически активными, 30 — неактивными (показатель активности — 76,9 %, в 1999 году было 70,8 %). Из 100 активных жителей работали 97 человек (60 мужчин и 37 женщин), безработных было 3 (3 мужчин и 0 женщин). Среди 30 неактивных 9 человек были учениками или студентами, 17 — пенсионерами, 4 были неактивными по другим причинам.

## Достопримечательности
- Церковь XI века. Исторический памятник с 1862 года[4]

## Фотогалерея

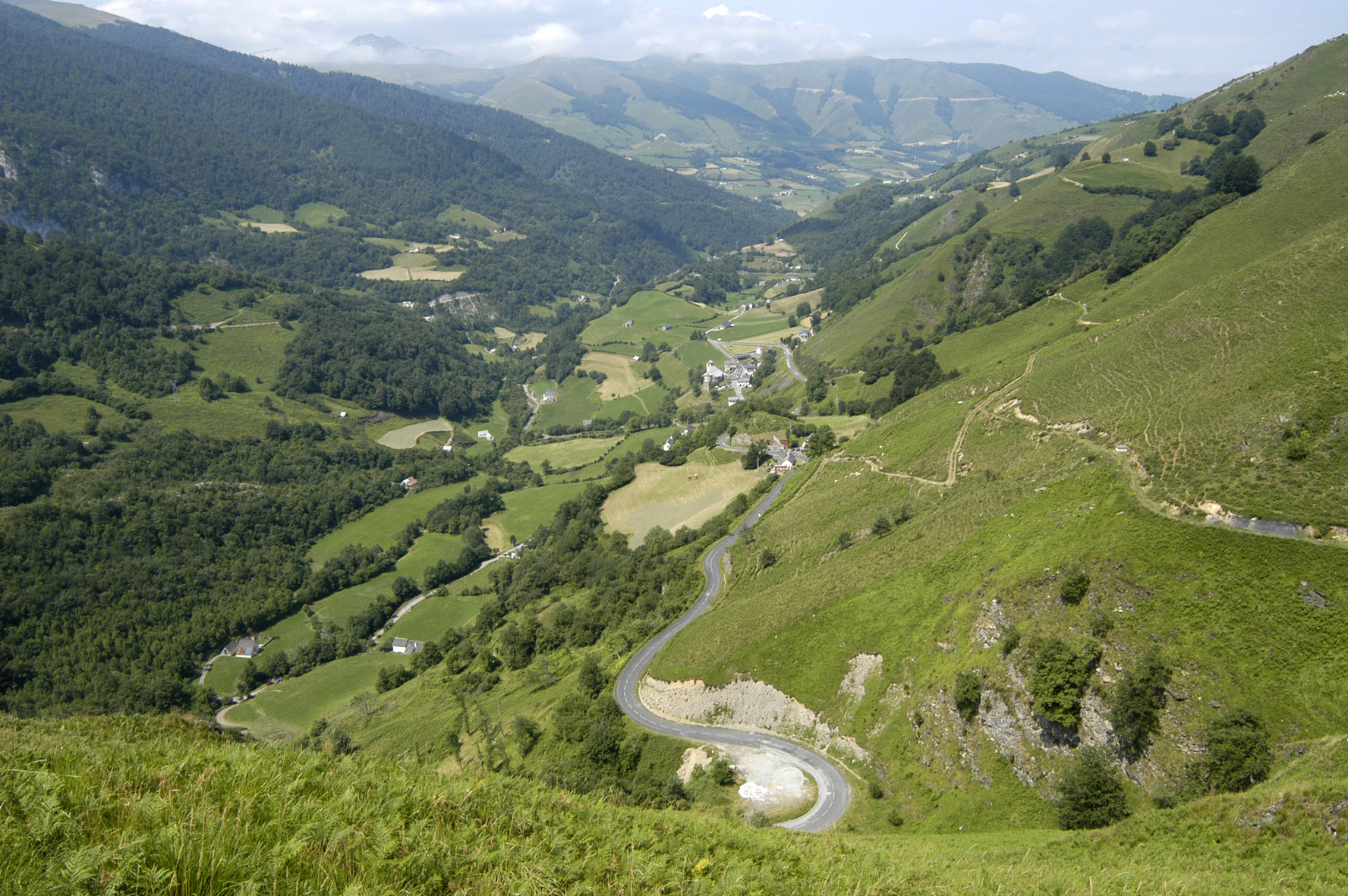
Сент-Анграс
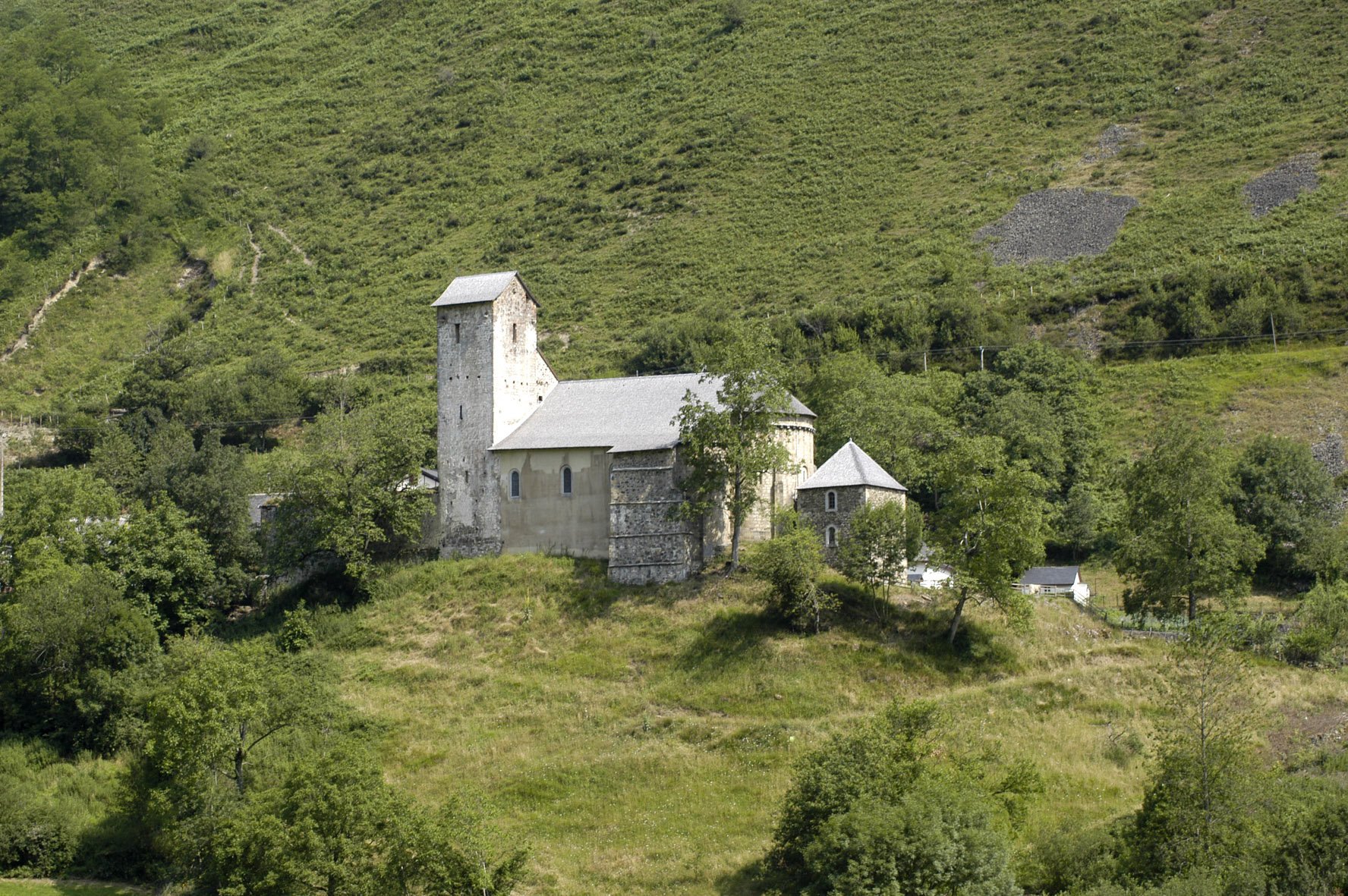
Церковь
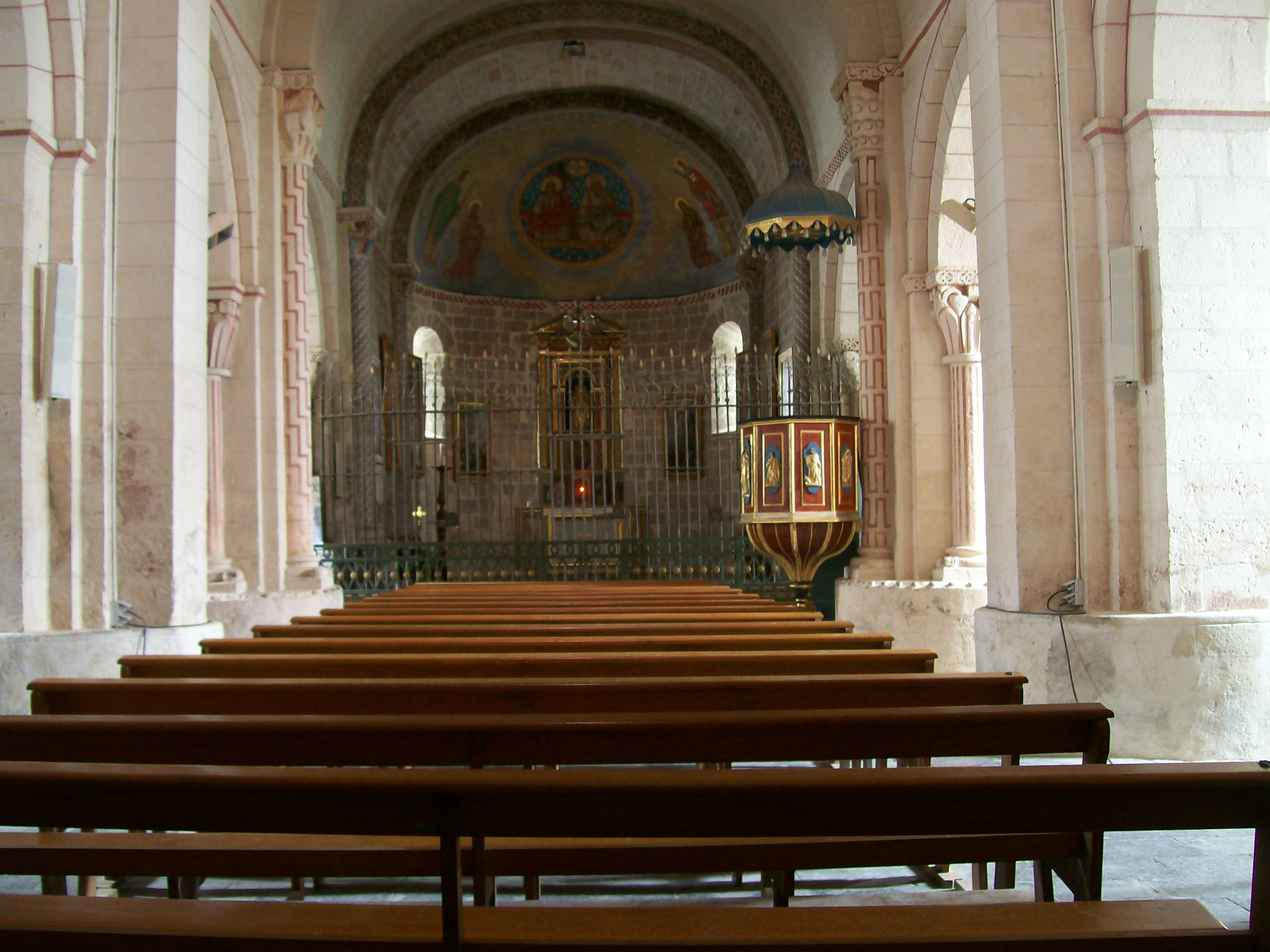
Интерьер церкви
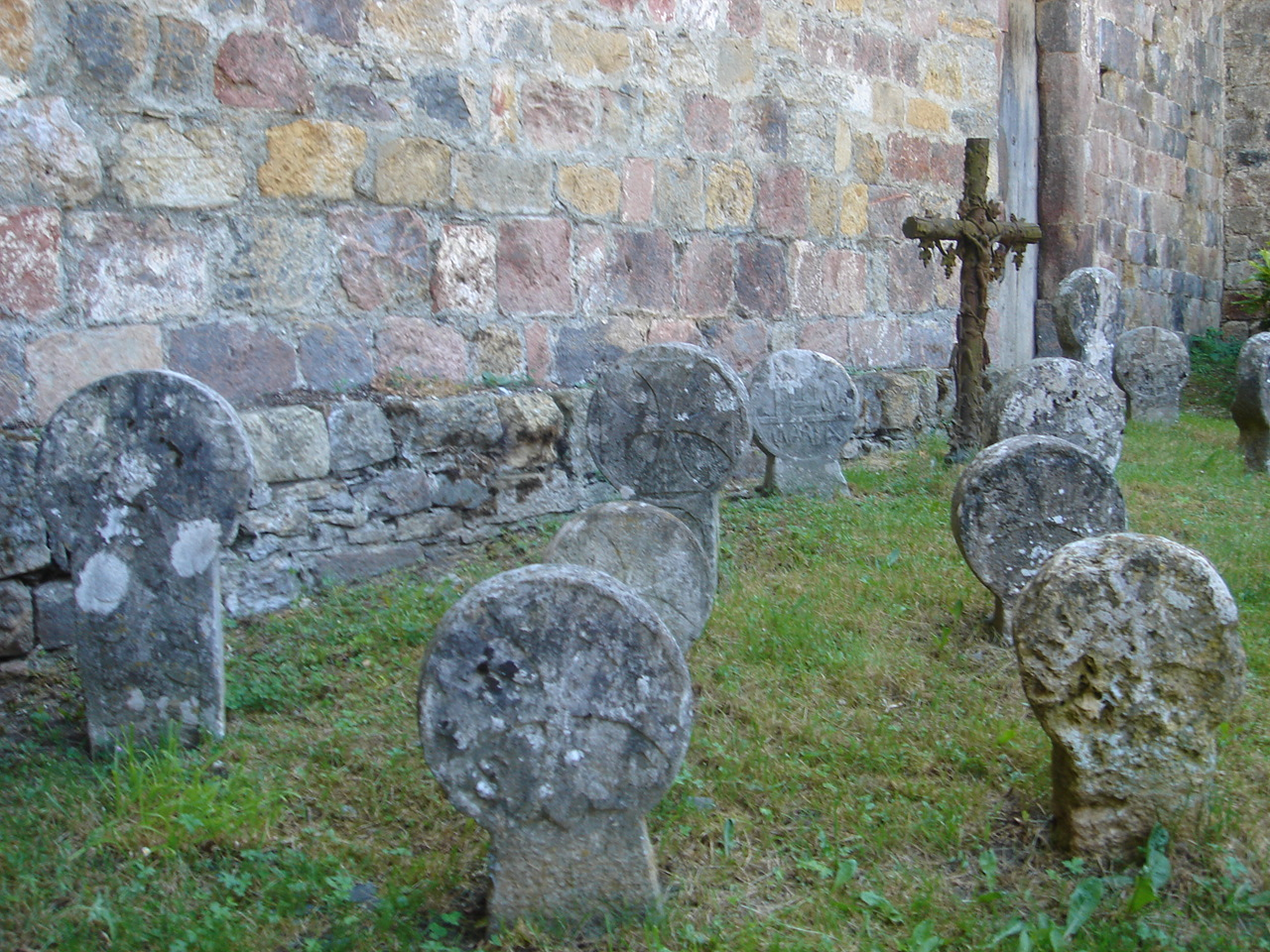
Баскские дискообразные стелы
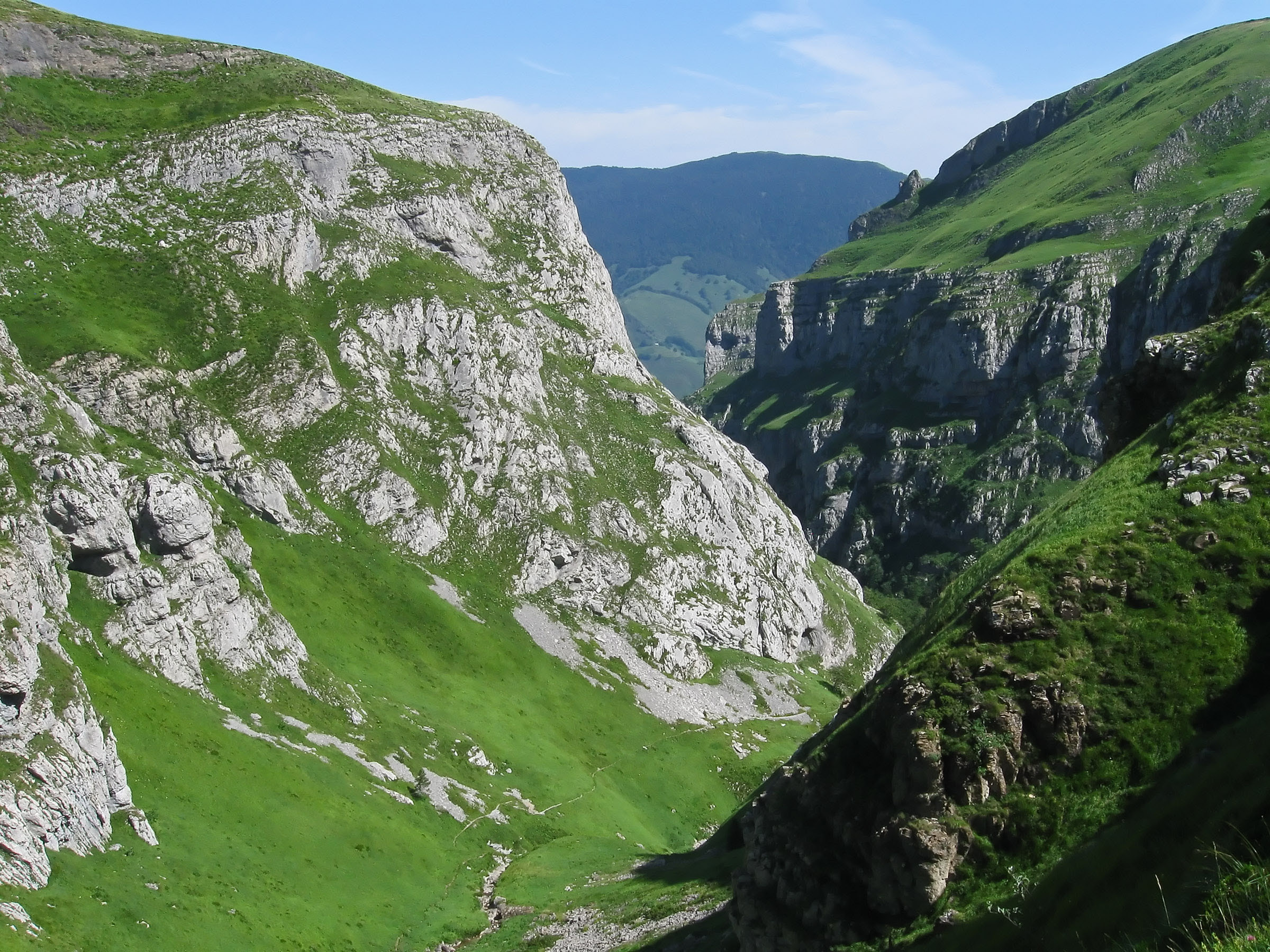
Каньон Эюжар